# William Heinesen
Andreas William Heinesen (Tórshavn, 1900. január 15. – Tórshavn, 1991. március 12.) a legismertebb feröeri író. Költészettel, festészettel és zeneszerzéssel is foglalkozott.

## Pályafutása
Mivel írott feröeri nyelvű irodalom akkor még szinte nem is létezett, kizárólag a nagyobb írói szabadságot biztosító dán nyelven írt. Emellett azonban számos könyvet lefordított anyanyelvére. Első verseskötetét 21 éves korában jelentette meg. 1928-1929-ben újságírónak készült Dániában, majd hazatérve apja szállítmányozási cégénél dolgozott. 1934-ben adták ki Blæsende Gry (Szélfútta hajnal) című regényét, amelyet számos további követett. 1964-ben Det gode håb (A jó reménység) című regényéért első feröeriként megkapta Az Északi Tanács Irodalmi Díját.
Magyar nyelven is kiadták Elkárhozott muzsikusok (De fortabte spillemænd) című könyvét.

## Művei
(válogatás)

### Versek
- Arktiske Elegier og andre Digte (Arctikus elégiák és más versek), Koppenhága, 1921
- Panorama med regnbue (Panoráma szivárvánnyal), Koppenhága, 1972
- Vinterdrøm. Digte i udvalg 1920-30 (Téli álom. Válogatott versek 1920-30), Koppenhága 1983
- Samlede digte (Összes versei), Koppenhága, 1984
- Digte (Versek), Koppenhága, 1990

### Novellák
- Fortællinger fra Thorshavn (Tórshavni mesék), Koppenhága, 1973
- Laterna magica (Laterna Magica), Koppenhága, 1985

### Regények
- Blæsende Gry (Szélfútta hajnal), Koppenhága, 1934
- Noatun (Noatun), Koppenhága, 1938
- Den sorte gryde (A fekete katlan), Koppenhága, 1949
- De fortabte spillemænd (Elkárhozott muzsikusok), Koppenhága, 1950
- Moder Syvstjerne (A Föld királysága), Koppenhága, 1952
- Det gode håb (A jó reménység), Koppenhága, 1964
- Tårnet ved verdens ende (Torony a világ végén), Koppenhága, 1976

## Magyarul
- Elkárhozott muzsikusok; ford., utószó Bernáth István; QLT Műfordító Bt., Bp., 1999 (Polar könyvek) ISBN 9630370050